# Exenterus confusus
Exenterus confusus là một loài tò vò trong họ Ichneumonidae.